# Lindern
Lindern es un municipio situado en el distrito de Cloppenburg, en el estado federado de Baja Sajonia (Alemania), a una altitud de 37 metros. Su población a finales de 2016 era de unos 4700 habitantes y su densidad poblacional, 72 hab/km².
Se encuentra ubicado a poca distancia al sureste de la ciudad de Oldemburgo, al este de la frontera con Países Bajos.